# Lodewijk de Vadder
Lodewijk de Vadder (Bruxelles, 1605 – 1655) è stato un pittore fiammingo.

## Biografia

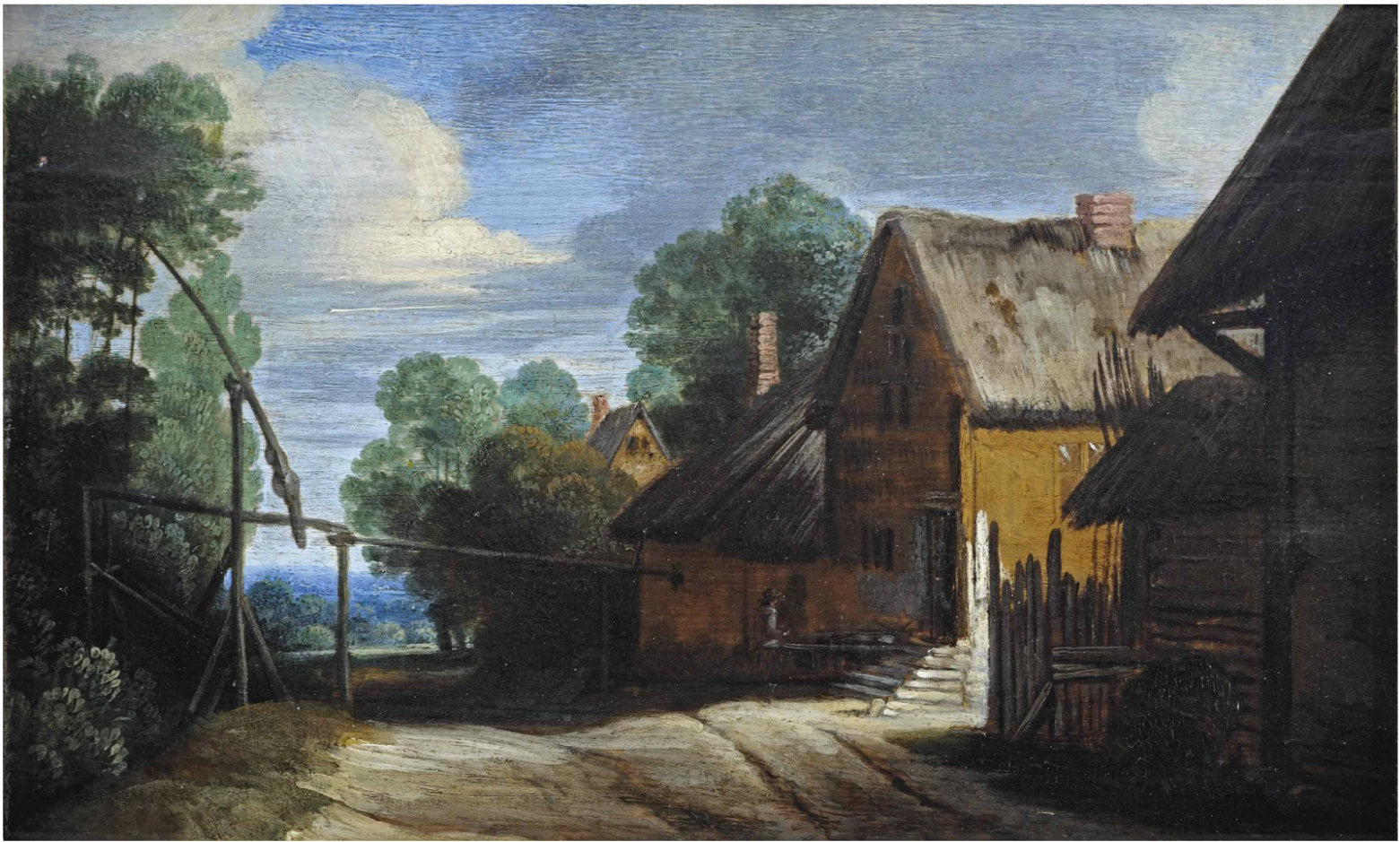
Fattoria lungo una strada sabbiosa vicino a un pozzo, Collezione privata

Maestro ad Anversa nel 1628, molto apprezzato dai contemporanei, cadde in seguito nell'oblio. Le sue composizioni, oggi meglio conosciute, consentono di considerarlo uno degli artisti più importanti della scuola paesaggistica di Bruxelles nel XVII secolo. Agli esordi era vicino ai pittori di Anversa, in particolare a Adriaen Brouwer, come nel Paesaggio boschivo e nel Paesaggio rustico, conservati nel Martin von Wagner Museum der Universität di Würzburg. In seguito la qualità decorativa delle sue opere tradisce l'influsso di Rubens.
Gli sono tradizionalmente attribuiti la Strada del bosco della Alte Pinakothek di Monaco di Baviera e il Paesaggio boschivo dei Musei reali dell'arte e della storia di Bruxelles, che manifestano una visione grandiosa della natura.
Suoi allievi furono Ignatius van der Stock e, forse, Lucas Achtschellinck.